# Saul Levine
Saul Levine est un cinéaste expérimental, professeur de cinéma et cinéphile américain, né en 1943 à New Haven dans l'État du Connecticut. Ce chantre du Super 8 est une figure du cinéma d'avant-garde, un des derniers de sa génération encore vivant. 

## Biographie
Saul Levine a enseigné pendant presque quarante ans au MassArt (Massachusetts College of Art and Design) à Boston (Massachusetts) où il a notamment été le professeur de cinéma d'Anne Charlotte Robertson. Il est également connu pour ses activités de programmateur de cinéma et sa cinéphilie.
Il est considéré comme un maître du Super 8, bien qu'il a aussi utilisé du 16mm et de la vidéo.
Chantre du Super 8, Saul Levine est présenté comme un « pilier du monde du cinéma d'avant-garde », une « pierre angulaire du cinéma underground américain », une « influence pour les nouvelles générations de cinéastes » et une « légende vivante ».
Saul Levine s'inspire des improvisations et des rythmes du free jazz. Ses films sont souvent des « notes », proches du journal filmé, avec des secousses soudaines de la caméra. « Vous savez, » rit Saul Levine, « je suis un mauvais exemple de cinéaste, je n'ai pas une main ferme et j'ai une mauvaise organisation. »
Selon Canyon Cinema (en), les films du cinéaste, plein d'images kaléidoscopiques, sont souvent des portraits impressionnistes ou plus intimes d'amis proches. Une grande partie de son travail est imprégnée d'une esthétique visuelle qui capture une humeur sombre. Il travaille à la fois avec le son et le silence.
Saul Levine a longtemps été l'un des cinéastes les plus sous-estimés du cinéma d'avant-garde américain. Son premier programme en solo date de 2006 au Festival du film de New York, bien que son travail avait été inclus auparavant dans des projections de groupe. Les cinq films sélectionnés étaient anciens (réalisés entre 1967 et 1983). Son œuvre avait déjà été mise en lumière à partir de 1997 par l'Anthology Film Archives.
Depuis, son travail est montré en ciné-club, cinémathèque et festival, comme en 2007 au Festival de Rotterdam. En 2015, Saul Levine a été Président du Jury du Festival Âge d'or organisé par la Cinémathèque royale de Belgique.
En France, Saul Levine est distribué par Light Cone, spécialiste de sa catégorie.
Saul Levine réside à Somerville, faubourg de Boston, ville où il présente chaque semaine un cinéma indépendant, alternatif et expérimental du monde entier au MassArt Film Society, un des microcinema (en) les plus anciens aux États-Unis.

## DVD
- En 2009, le National Film Preservation Foundation (en) a sorti un double-DVD[12] titré Treasures IV: American Avant-Garde Film, 1947-1986, accompagné d'un livre de 72 pages, présentant les 26 cinéastes expérimentaux américains les plus importants entre 1947 et 1986, dont Saul Levine. Cette publication a été récompensée par le 2009 Film Heritage Award décerné par la National Society of Film Critics et par le 2009 Best Avant-Garde Publication décerné par Il cinema ritrovato à Bologne.
- En 2010 et 2011, deux compilations des œuvres de Saul Levine sont éditées en DVD par le label underground TV EYE VIDEO[13].

## Articles sur Saul Levine
- Call Him Ishmael, P. Adams Sitney (en), The Village Voice, 25 octobre 1983

- Saul Levine's Notes After Long Silence, Marjorie Keller (en), VISIONS MAGAZINE Film/Television Arts, numéro 7, été 1992

- Little Big Man - Films by Saul Levine, J. Hoberman (en), The Village Voice, 5 mai 1998

- Wavelengths, Ed Halter (en), The Village Voice, 20 juillet 2004

- Taking Note: P. Adams Sitney on the Films of Saul Levine, P. Adams Sitney, ArtForum, mai 2007 (traduit en français dans la revue Trafic, numéro 76, du 9 décembre 2010)